# Église Notre-Dame de Rosporden
L'église Notre-Dame est le principal lieu de culte catholique de la commune de Rosporden, dans le département du Finistère, en France. Placée sous l'invocation de Notre-Dame, elle est l'une des deux églises paroissiales de la commune.
L'église est partiellement classée « monument historique » depuis 1914 et le cimetière attenant depuis 1940. Le reste de l'église fait l'objet d'une inscription depuis 2022.

## Histoire
Les parties les plus anciennes de l'édifice actuel datent du XIVe siècle (clocher, flèche et chœur) et ont été remaniés au XVIe siècle. Des travaux sont également effectués en 1661 et 1728 comme l'indiquent les dates inscrites au dessus de la porte sud. Le reste de l'édifice a été fortement remanié au XIXe siècle, notamment par l'architecte diocésain Joseph Bigot en 1845.

## Galerie

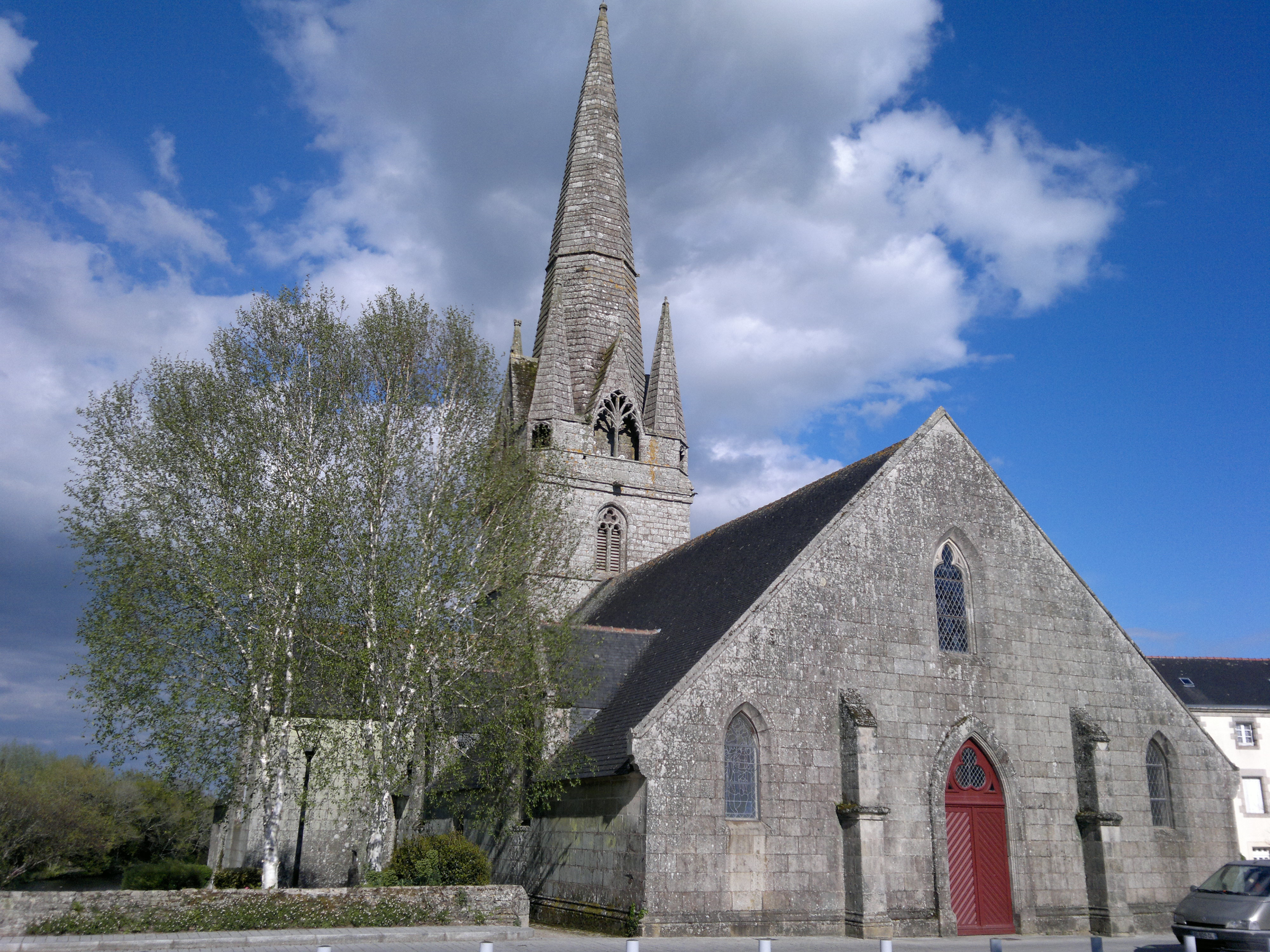
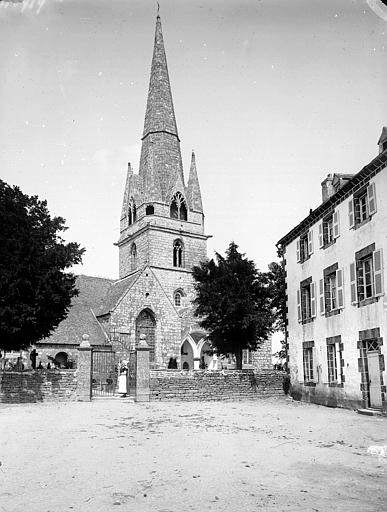
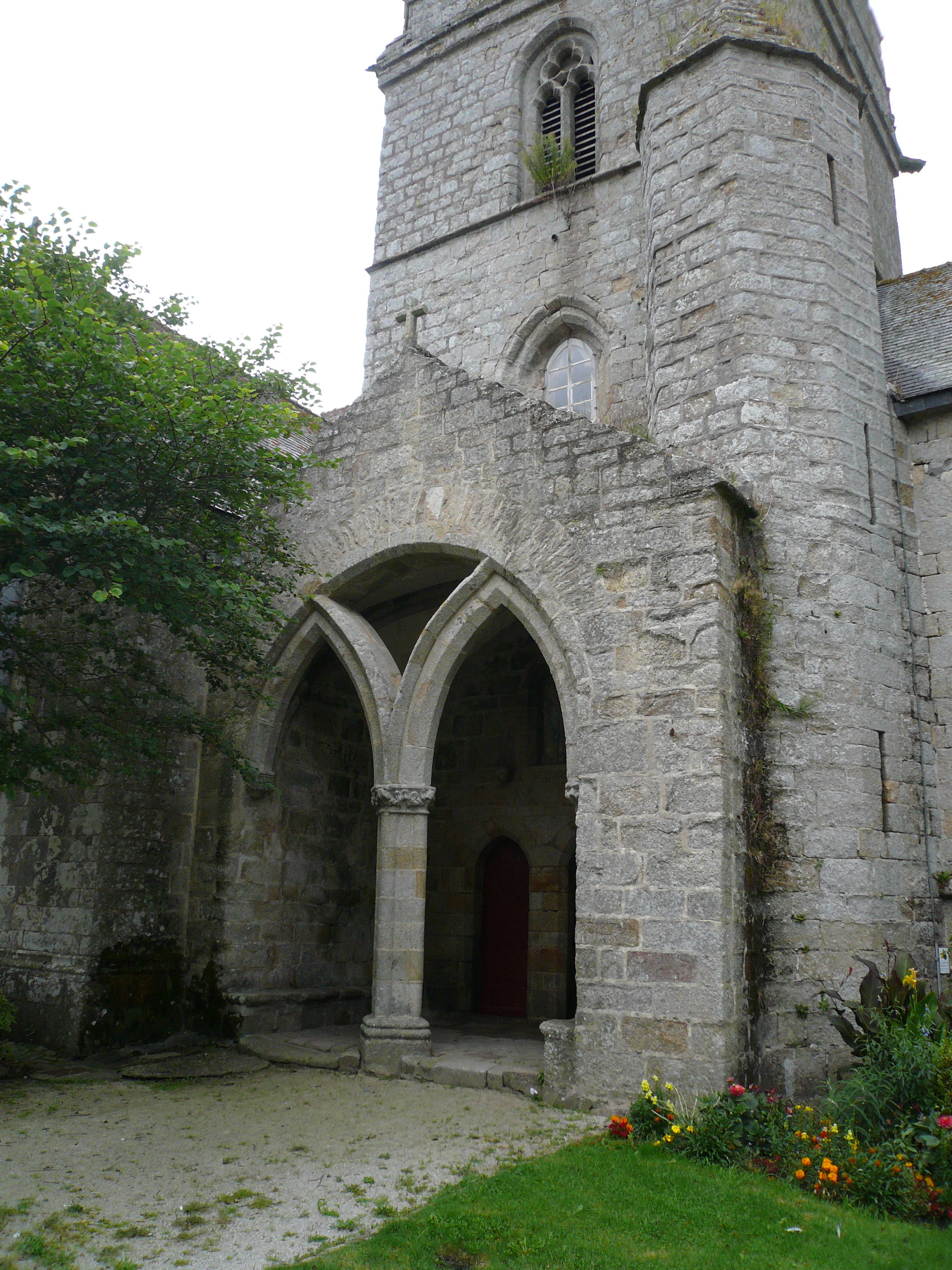